# Verily
Verily (ранее Google Life Sciences) — исследовательская организация в составе Alphabet Inc., осуществляющая медико-технологические исследования и разработки, направленные решения проблем людей, страдающих различными заболеваниями.

## История
10 августа 2015 года Сергей Брин объявил о том, что организация, бывшая ранее подразделением Google X, станет независимым филиалом Alphabet Inc. Процесс реструктуризации был завершён 2 октября 2015 года. 7 декабря 2015 года, Google Life Sciences была переименована в Verily. Вновь организованная фирма несколько изменила свою деятельность и стала ориентироваться не на технологические идеи, а на медицинские задачи, начиная с диабета.

## Исследования
Для малоинвазивного контроля уровня глюкозы в организме диабетиков в подразделении разработаны «умные» контактные линзы, снабжённые датчиком для непрерывного измерения глюкозы в слезе, беспроводным приёмником энергии и микрорадиопередатчиком результатов измерений.
Для облегчения самостоятельного питания людей, страдающих дрожанием рук (например, при болезни Паркинсона), предложена компьютеризированная кибернетическая ложка Liftware (разработка фирмы Lift Labs, поглощённой Google), улавливающая и рассчитывающая колебания руки и компенсирующая их.
Проект Baseline Study («изучение (физиологической) нормы») предназначен для сбора молекулярно-генетической информации от достаточного количества человеческих индивидуумов для определения того, что с точки зрения физиологической нормы представляет собой здоровый человек.
28 октября 2014 года подразделение объявило о разработке медико-диагностической платформы для раннего определения рака и хрупких атеросклеротических бляшек средствами нанотехнологий. 29 января 2015 года был представлен прототип искусственной человеческой кожи для тестирования работы данной платформы. Создан препарат из магнитных наночастиц, покрытых белковыми молекулами или антителами, которые реагируют на присутствие в организме раковых клеток или атеросклеротических бляшек. Используется магнитное улавливание наночастиц и измерение прохождения света через кожу руки от специального напульсника до неглубоких кровеносных сосудов, в которых после приёма человеком специального препарата при наличии у лица раковых клеток такие клетки связываются и помечаются препаратом, и комплексы из клетки и молекулы (наночастиц) препарата могут быть обнаружены при измерении светового потока через кожу руки. Компания запатентовала эту технологию.
Также было объявлено о создании продвинутой роботизированной хирургической платформы совместно с компанией Johnson & Johnson. Партнёрство производителей предполагает использование компаниями роботов в качестве дополнительного хирургического инструмента.
Совместно с компанией GlaxoSmithKline разрабатываются биоэлектронные медицинские устройства. Планируется сосредоточиться на создании электрических имплантатов, которые могут быть использованы для лечения заболеваний.

## Научные сотрудники
На июль 2014 года научными сотрудниками подразделения были Эндрю Конрад (Andrew Conrad), основатель Национального института генетики корпорации LabCorp; Викрам Базадж (Vik Bajaj), специалист в области ядерно-магнитного резонанса; Мария Павлович (Marija Pavlovic), изучающая влияние радиации на ДНК; Альберто Витари (Alberto Vitari), онколог; Брайан Отис (Brian Otis), работавший над проектом контактных линз Google, а также Марк Депристо, который работал над GATK в Институте Брода. 15 сентября 2015 года доктор Томас Р. Инсель объявил, что уходит в отставку как директор Национального Института Психического здоровья (NIMH), чтобы присоединиться к этому подразделению.

## Приобретения
Компания Lift Labs, создатель ложки Liftware, была приобретена Google 9 сентября 2014 года.